# ソン・ユジュン
ソン・ユジュン（宋 維重）は日本の韓流コメンテーター。出身は韓国。

## 略歴
1989年　 12月　大信証券CMに出演。
1989年　 軍隊　（1年間の訓練後ケガにより除隊/国家有功者5級）。
1990年　 金泳三（キム・ヨンサム）元大統領より国家有功者として勲章を受章。
1993年　 中央大学校経営大学　卒業。1993年　 大信証券会社　入社。1997年　 研修生として来日。2002年～ 東京サミット社長秘書兼、「台所屋」関東16店舗（渋谷桜ケ丘店店長就任）。
2004年～ ライブドアマーケティングにて、コマスメディア部長として韓国エンターテイメントをライブドアで初めて事業展開。2006年　 ペ・ヨンジュン出演「韓流エキスポ」の日本支社長を務める（済州島）。
2006年～ CS Gyaoにて「韓スター」でコーナーMCにてレギュラー出演。
2007年　 東京ドームにて「チャングムの誓い～」で司会を務めるなどイベントMCを任される。2011年　 Ustreamの韓国エンタメ情報番組「韓流LIVE！(韓流ライブ)」MCにてレギュラー出演。
2012年 1月 HYS エンターテインメントプロデューサーになる。

## 出演情報

### TV
- スカパーCS GYAO「韓スター」コーナーMC
- 2010年 7月　EX「やじうまプラス」インタビュー
- 2010年 7月　CX「知りたがり！」インタビュー
- 2010年 7月　TBS「みのもんたの朝ズバッ！」コーナー生出演
- 2010年 7月　TBS「ひるおび！」コーナー生出演
- 2010年 7月　EX「スーパーJチャンネル」インタビュー
- 2010年11月～NHK BS1「アジア　クロスロード」（「ソンさんのハッと、もっと、韓タメ」コーナーMC）

- 2011年 1月20日　TBS「みのもんたの朝ズバッ！」コーナー生出演
- 2011年 1月21日　EX「スーパーJチャンネル」コーナー生出演
- 2011年 1月24日　EX「スーパーJチャンネル」インタビュー
- 2011年 1月26日　読売テレビ「情報ライブ　ミヤネ屋」生出演
- 2011年 2月 2日　EX「スーパーJチャンネル」インタビュー
- 2011年 3月 8日　EX「ぷっスマ」出演
- 2011年 6月 7日　日テレ「サタデーバリューフィーバー」インタビュー

### CM
- 韓国大信証券CM出演（1988年）

### ラジオ
- 駐日韓国文化院インターネットラジオ「何でも韓でも」MC（2010年6月～現在）
- 浦安FMラジオ「久瑠あさ美のクルクルタイム」出演
- 「ソンのアジャアジャファイティ～ン」（2008年）

### 司会
- 「チャングムの誓い～東京ドーム」イベント司会者（2007年）
- 「ヒョン様～ファンミー」司会者（2008年）

### 雑誌
- 週刊女性　　韓国芸能コラムニスト（2007年）
- 女性自身　　「韓NAVI」韓国芸能コラムニスト（2008年～現在）
- 女性セブン　インタビュー（2010年7月）
- 韓流雑誌　　「PROPOSE」コラムニスト（2008年）

## イベント
- 2006年12月　東京椿山荘ソンイベント
- 2007年 3月　誕生日イベント椿山荘
- 2007年 3月　「koristory」イベントオークラホテル
- 2007年 4月　大阪「koristory」イベント新阪急ホテル
- 2007年 8月　「チャングムの誓い～東京ドーム」司会（イ・ヨンエ、チ・ジンヒ）
- 2008年11月　ドラマ「太王四神記」衣装展示会広島開催
- 2009年 1月　ドラマ「太王四神記」衣装展示会大阪開催（三越デパート）
- 2009年 5月　ドラマ「太王四神記」衣装展示会東京開催（池袋TOBUデパート）
- 2010年 1月　韓国文化芸能物語～byソン・ユジュン記念イベント（駐日韓国大使館韓国文化院ハンマタンホールにて）

- 2010年10月　日韓祭り2010
- 2010年12月　インターネットラジオ「何でも韓でも」記念イベント（駐日韓国大使館韓国文化院ハンマタンホールにて）

## 講演会
- 2010年11月　ソン・ユジュン韓国エンタメ講演会～東京
- 2010年12月　ソン・ユジュン韓国エンタメ講演会～福岡
- 2010年12月　ソン・ユジュン韓国エンタメ講演会～札幌
- 2010年12月　ソン・ユジュン韓国エンタメ講演会～大阪

## その他
- 2007年 5月～現在　ソンの韓国語講座
- 2007年12月～現在　モバイルKoriStory韓流物語公式サイトプロデューサー（DoCoMo、au、SoftBank）
- 2011年4月～現在　韓国エンタメ情報番組　「韓流LIVE！(韓流ライブ)」